# Texas Instruments TMS9900

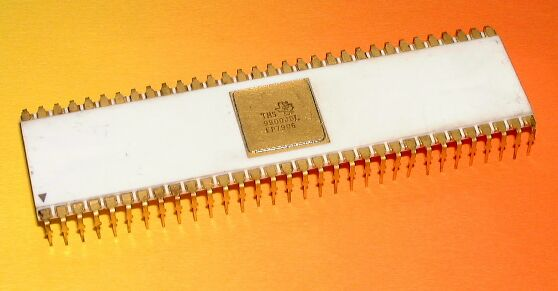
TMS9900JDL en encapsulado cerámico. Los pines están bañados en oro de 24 quilates para prevenir la oxidación y asegurar buenas conexiones eléctricas.

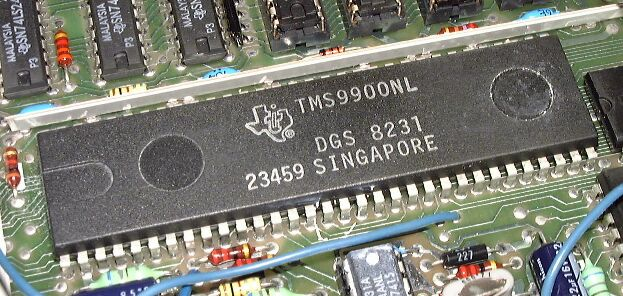
TMS9900NL en encapsulado plástico.

Introducido en el mercado en 1976 y basado en su predecesor, el grupo de chips que formaban el microprocesador Texas Instruments TI-990, el TMS9900 fue uno de los primeros microprocesadores de 16 bits. Fue diseñado como una versión de un único chip del microordenador TI-990, de la misma manera que el Intersil 6100 lo era del PDP-8, y los Fairchild F9440 y Data General mN601 fueron versiones en un chip del Nova de Data General. 
El TMS9900 era de tecnología nmos, si bien, posteriormente Texas Instruments produjo una versión bipolar (I2L), el SBS9900 que sólo difería en cuanto a las tensiones de alimentación.
Tiene un bus de direcciones de 15 bits, uno de datos de 16 bits, y tres registros internos de 16 bits: el contador de programa (Program Counter o PC), WP y el registro de estados (Status Register o ST).  Una característica curiosa es que los registros de uso general se ubican en la memoria externa. 
Hay más características destacables en este chip. Disponía de un buen manejo de interrupciones y un excelente conjunto de instrucciones. E/S seriales estaban disponibles a través de las líneas de dirección. En una comparación con un microprocesador Intel 8086 se puede ver que el TMS9900 posee programas más pequeños y veloces. La principal desventaja fueron su pequeño espacio de direcciones y la necesidad de una memoria RAM rápida.
Una característica única en el TMS9900 fue la instrucción 'X' (por eXecute) en su lenguaje assembler. Esta instrucción era utilizada para ejecutar una instrucción ubicada en la dirección de memoria apuntada por un registro. Esta característica permitía una forma de ejecutar código de manera no secuencial.
El TMS9900 se utilizó en los ordenadores domésticos Texas Instruments TI-99/4 y TI-99/4A. Sin embargo, para reducir los costos de producción se utilizó una memoria RAM de 8 bits en estos computadores, lo que disminuía de forma notable su rendimiento.
Una versión posterior, el TMS9995, contenía una RAM interna, mientras que el acceso al exterior se producía a través de un bus de datos de 8-bits. El microordenador cortex, de Microtan Cybernetics, estaba basado en el TMS9995.
Tiempo más tarde Texas Instruments desarrolló el más potente TMS99000, que era el microprocesador de las minicomputadoras de la serie 990/10A, aunque llegó al mercado cuando la era de las minicomputadoras ya estaba finalizando.